# 新港文書

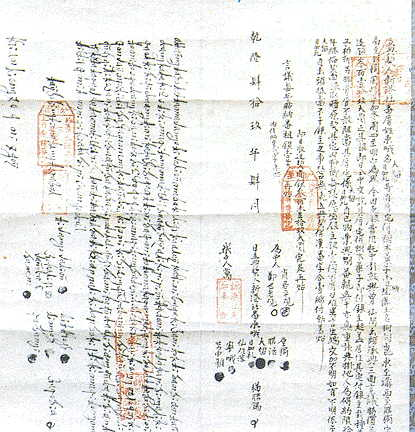
漢文と新港語が併記された文書（1784年）

新港文書（しんこうぶんしょ）とは別称を「新港文」とも言い、現在の台湾台南一帯の平埔族の間で伝わる土地売買及び租借に冠する契約文書である。民間では「番仔契」とも称されている。この文書で使用されている言語はローマ字で表記されたシラヤ語（新港語）であり、漢文とローマ字が対訳として記載されているものも存在している。現存している「新港文書」は約140種であり、平埔族の文化や当時の生活を知る上で貴重な資料となっているが、現在死語と化した新港語であるため、「新港文書」を解読できる研究者が非常に少ないという問題が発生している。

## 歴史背景

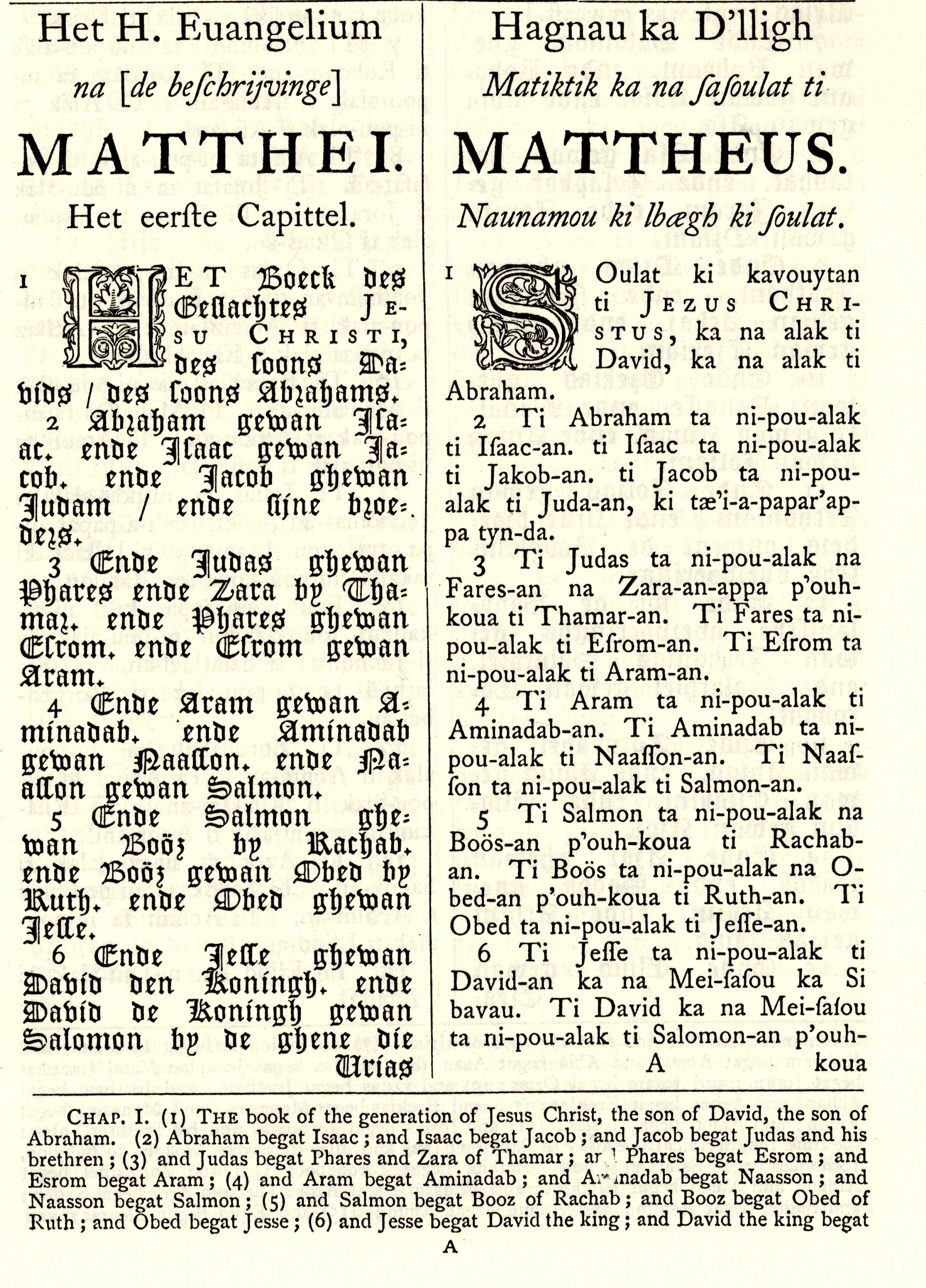
オランダ語と新港語（右）が併記された聖書（1650年ごろ）

新港語は現在の台南一体に居住していた原住民であるシラヤ族が使用していた言語である。オランダ東インド会社が台湾を統治していた1624年から1662年にかけて、台湾にやってきた宣教師は布教活動を行う傍らそのための手段として現地語を学習し、ローマ字を利用した原住民語の辞書の編纂を行い、それと同時に現地人にローマ字を用いた教育を実施した。
1625年、台湾を統治するオランダの行政長官マーテン・ソンクは本国に原住民を教化する能力を有す宣教師数名の派遣を要請し、原住民の改宗を企画した。1627年6月、最初の正規宣教師ジョージアス・カンディディウスが台湾に渡ってくると、初めてオランダ人に依る台湾での布教活動が実施された。最初の布教地区に選ばれたのが新港社（現在の台南市新市区）であり、1630年には住民が集団改宗を受けた。
1636年、オランダ人は新港に最初の学校を設置し、宗教教育のみならず、文字教育を実施した。オランダ宣教師は現地口語による教育を主張し、新港語は学校での教学言語として使用されることとなり、ラテン文字を借用したシラヤ語口語でキリスト教教義や祈祷文を表記し教材とした。ロバートス・ヨニス宣教師が1643年に行った教育に関する報告書の中で、新港学校には80名の生徒が在籍し、その中の24名が文字を学び、8から10名が文章を綴れると述べている。
台湾に派遣された宣教師による伝道活動以外、各種辞書、教義書などの編纂事業も実施された。代表的なものとしては新港語の『マタイによる福音書』、『Favorlang語彙』などが現存しており、現在原住民語研究の重要な史料となっている。これら新港語文書の中に原住民と漢人との間の土地契約に関する文書も含まれており、それらを「新港文書」と呼び習わしているのである。
オランダ人による台湾統治期間は僅か38年であった、台湾土着文化の発展には大きな影響を及ぼした。新港文書を例に挙げれば、現存する最も新しい新港文書は1813年のものであり、オランダ人が台湾を離れた1662年より150年も経過している。清代になってもなおオランダ人によりもたらされたローマ字により契約文書の作成が行われていたのである。

## 現存する「新港文書」の由来
1928年、台湾大学の前身である台北帝国大学が台北市に設立されると、その下部機関として「言語学研究室」が設置された。それから暫く後、研究室の小川尚義は台南新港社一帯の古文書を収集し、1933年に村上直次郎の手により『新港文書（Sinkan Manuscripts）』として出版された。収録されたのは109件の「番仔契」であり、内87件（21件は漢番対照表記）は新港社のものであった。このほか卓猴社のものが3件、麻豆社が16件、大武壠社が1件、下淡水社が1件、茄藤社が1件となっている。契約年代が確定できるものとしては最古のものは1683年の麻豆文書、最新のものは1813年に作成された21号新港文書であった。

## 「新港文書」の解読
新港文書の解読は言語学のみならず、平埔族の歴史と社会の研究にも大きく貢献した。1930年代において新港語は解読不可能な言語と認識されていたが、村上直次郎・小川尚義らは一部の単語の解読に成功し、村上はその成果を1933年に『新港文書』として出版した。戦後は翁佳音による研究が進められ、一部解読が可能となった。
新港文書の読解には基本テキストとして、現存する2種類の新港語単語集を用いる。一つは『Vocabulary of the Formosan Language Compiled from the Utrecht Manuscripts』であり、合計1,070語の新港語語彙を含む。もう一つは清代地方志である『諸羅県志』巻八〈風俗志‧蕃俗考‧方言〉であり、これには約250個の単語が収録されている。解読作業はこれらの単語をもとに、漢番対照表記を参照して進める。
新港文にはローマ字とアラビア数字の符号が付されており、これらも解読の対象となる。原住民は通常の10進法とは異なる位取りの概念を用いており、例えば数字の365は新港文では300605と表記されていた。
また、土田滋らの調査によると、これらの文書はいわゆるシラヤ語だけでなく、タイボアン語、マカタオ語も含まれていることが分かっている。

## 「新港文書」の歴史上の地位
台湾史上、新港文書は早期に出現した文字であり、またローマ字表記による最初の例であると言える。このほか新港文書は台湾における外国人宣教師の活動の痕跡であった。また民間での使用は時代と共に衰退したが、19世紀中期に発生したローマ字運動や長老派教会が推進した「白話字」運動の源流であるとの考察もある。